# Dubovica (Chorwacja)
Dubovica – wieś w Chorwacji, w żupanii varażdińskiej, w gminie Veliki Bukovec. W 2011 roku liczyła 312 mieszkańców.